# Saint-Gingolph (Valais)
Saint-Gingolph és un municipi del cantó suís del Valais, situat al districte de Monthey.

## Localitats
- Saint-Gingolph
- Frenay